# Nikołaj Pauzin
Nikołaj Iwanowicz Pauzin (ros. Николай Иванович Паузин, ur. 25 lutego 1922 we wsi Kuziejewo w guberni niżnonowogrodzkiej, zm. w sierpniu 1996) – radziecki działacz państwowy.

## Życiorys
W 1940 ukończył technikum mechanizacji i elektryfikacji gospodarki rolnej w Arzamasie i został mechanikiem, potem starszym mechanikiem stanicy maszynowo-traktorowej, później ukończył Gorkowski Instytut Rolniczy. Od 1943 należał do WKP(b), 1944-1954 był dyrektorem stanicy maszynowo-traktorowej w obwodzie gorkowskim (obecnie obwód niżnonowogrodzki), od 1954 szefem Zarządu Stanic Maszynowo-Traktorowych i zastępcą szefa Gorkowskiego Obwodowego Zarządu Gospodarki Rolnej, potem do 1961 szefem Gorkowskiego Obwodowego Zarządu Gospodarki Rolnej. Od 1961 do grudnia 1962 był I zastępcą przewodniczącego Komitetu Wykonawczego Gorkowskiej Rady Obwodowej, od grudnia 1962 do grudnia 1964 przewodniczącym Komitetu Wykonawczego Gorkowskiej Wiejskiej Rady Obwodowej, a od grudnia 1964 do lipca 1986 przewodniczącym Komitetu Wykonawczego Kirowskiej Rady Obwodowej.

## Odznaczenia
- Order Rewolucji Październikowej
- Order Czerwonego Sztandaru Pracy (trzykrotnie)
- Order Przyjaźni Narodów